# Gugulethu

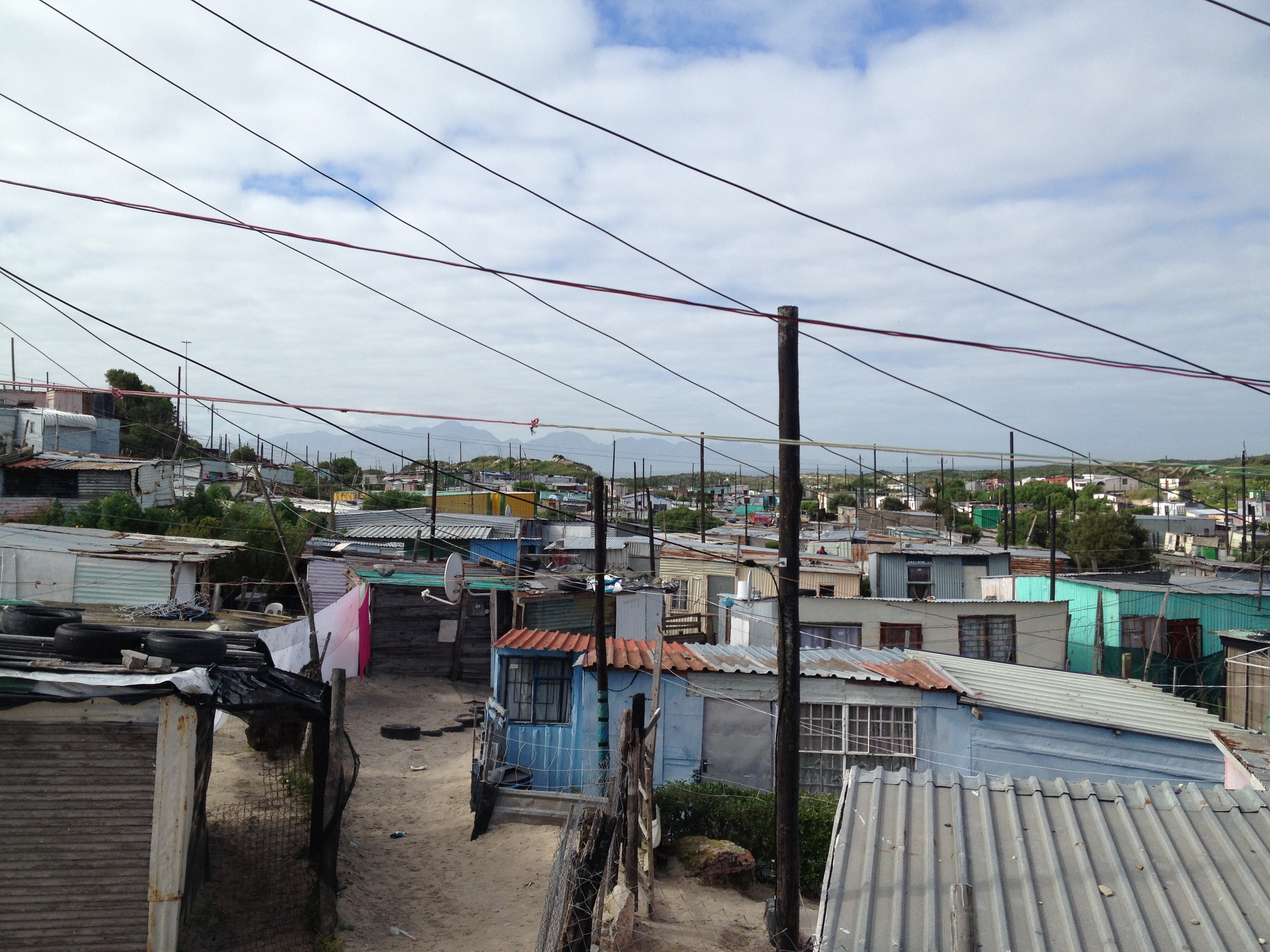
Teilansicht von Gugulethu (2013)

Gugulethu (auch: Guguletu) gehört zu den südlichen Vororten Kapstadts in der südafrikanischen Provinz Westkap. Es gehört zur City of Cape Town Metropolitan Municipality.
Im Jahre 1958, während der Apartheid in Südafrika, wurde Gugulethu als Township 18 Kilometer vor dem Stadtzentrum von Kapstadt errichtet. Gugulethu liegt im Norden der Cape Flats. Der Name Gugulethu entstammt der Sprache der Xhosa und ist eine Zusammenziehung der Wörter igugu lethu, die so viel wie „unser Stolz“ bedeuten.

## Geografie

### Lage
| Heideveld | Heideveld                                   | Flughafen Kapstadt |
| Manenberg | Kompassrose, die auf Nachbargemeinden zeigt | Nyanga             |
| Manenberg | Philippi                                    | Crossroads         |

### Bevölkerung
2011 hatte der Stadtteil 98.468 Einwohner. Die meisten Einwohner gehören dem Volk der Xhosa an; die mit 89 % in Gugulethu vorherrschende Sprache ist daher isiXhosa.

## Geschichte
Bis zur Errichtung von Gugulethu war das 18 Kilometer südöstlich von Kapstadt gelegene Langa, ursprünglich für 850 Personen gebaut, Kapstadts einziges Township. Wegen der drückenden Überbevölkerung in Langa wurden östlich von Kapstadt in den 1950er und 1960er Jahren zwei weitere Townships in den Cape Flats erbaut, Nyanga und Gugulethu, das zuerst Nyanga West hieß. Viele schwarze Bewohner Kapstadts, namentlich aus dem District Six, wurden damals nach Gugulethu ausgesiedelt.
Am 3. März 1986 wurden an der Kreuzung der Straßen NY1 and NY111 sieben junge Männer von Angehörigen der Spezialeinheit Vlakplaas, eine Sondereinheit der damaligen Polizei erschossen. Diese Personen waren Jabulani Godfery Miya, Zandisile Zenith Mjobo, Zola Alfred Swelani, Mandla Simon Mxinwa, Themba Mlifi, John Konile Zabonke und Christopher Piet. Sie gehörten zum MK. Das 2005 errichtete Gugulethu Seven Memorial am Tatort erinnert daran. Sieben durchbrochene Granitblöcke stehen hier als Symbol für die sieben Männer, die als Gugulethu Seven bekannt wurden.
Zur Zeit der Apartheid wurden in den neu gegründeten Townshipsiedlungen keine Straßennamen vergeben, sondern Kürzel und Nummerierungen. Die Hauptstraße, die durch Gugulethu führt, hieß NY1 (Native Yard 1), wurde aber 2012 in Steve Biko Drive umbenannt. Ebenso werden die anderen Straßen schrittweise umbenannt.
Nach dem Ende der Apartheid 1994 kamen Tausende Südafrikaner aus ländlichen Gegenden nach Gugulethu, um in Kapstadt Arbeit zu finden.

## Wirtschaft und Verkehr
Es werden viele Anstrengungen unternommen, die Infrastruktur Gugulethus zu verbessern, Strom- und Wasserversorgung zu garantieren und den Tourismus mit Übernachtungsmöglichkeiten zu fördern. Innerhalb Gugulethus entwickelten sich Restaurants und Treffpunkte wie Mzoli’s und Tiger’s mit Auftrittsmöglichkeiten für Musiker.
An der nördlichen Grenze verläuft die Fernstraße N2. Mehrere städtische Schnellstraßen (motorways) führen durch Gugulethu, die M9 verläuft am Südrand entlang. Die Bonteheuwel Line der Metrorail Western Cape führt nahe Gugulethu durch Nyanga.

## Persönlichkeiten
- Fikile Magama (* 2002), Fußballspielerin